# Regra de misericórdia
Regra de Misericórdia, ou Regra da Misericórdia (do inglês Mercy Rule), é uma regra usada nos desportos para poupar que uma equipe muito inferior a seu oponente seja "humilhada" (ou para evitar à equipe vencedora a satisfação do mesmo), quando o adversário consegue uma vantagem de pontuação muito grande e presumivelmente insuperável sobre a outra, terminando a partida antes do ponto final/tempo programado.
Como exemplo, no torneio World Baseball Classic, a partida é encerrada prematuramente se um time abrir 15 corridas de vantagem até a quinta entrada ou 10 a partir da sétima. Já no Goalball, esporte paralímpico, a Federação Internacional dos Desportos para Cegos adota a Regra de Misericórdia para quando uma equipe atingir uma diferença de 10 gols sobre seu oponente.